# Diodella gardneri
Diodella gardneri là một loài thực vật có hoa trong họ Thiến thảo. Loài này được (K.Schum.) Bacigalupo & E.L.Cabral mô tả khoa học đầu tiên năm 2006.